# فیلیپ هاروی بنت
فیلیپ هاروی بنت (انگلیسی: Phillip Bennett؛ زادهٔ ۲۷ دسامبر ۱۹۲۸) سرباز اهل استرالیا است. وی همچنین برندهٔ جوایزی همچون نشان استرالیا و نشان امپراتوری بریتانیا شده‌است.